# Фальконе
Фальконе (італ. Falcone, сиц. Falcuni) — муніципалітет в Італії, у регіоні Сицилія,  метрополійне місто Мессіна.
Фальконе розташоване на відстані близько 480 км на південний схід від Рима, 155 км на схід від Палермо, 45 км на захід від Мессіни.
Населення — 2823 особи (2014).
Покровитель — святий Іван Хреститель.

## Демографія
Населення за роками:

Станом на 1 січня 2023 року в муніципалітеті офіційно проживали 173 іноземці з 18 країн, серед них 62 громадяни країн Євросоюзу та 2 громадяни України.

## Сусідні муніципалітети
- Фурнарі
- Монтальбано-Елікона
- Олівері
- Трипі